# Mirufens brevifuniculata
Mirufens brevifuniculata is een vliesvleugelig insect uit de familie Trichogrammatidae. De wetenschappelijke naam is voor het eerst geldig gepubliceerd in 1977 door Khan & Shafee.